# Tuliczewo
Tuliczewo (biał. Тулічава; ros. Туличево) – wieś na Białorusi, w obwodzie grodzieńskim, w rejonie nowogródzkim, w sielsowiecie Walówka.
W dwudziestoleciu międzywojennym leżało w Polsce, w województwie nowogródzkim, w powiecie nowogródzkim.
W kwietniu 1943 Niemcy spalili wsie Tuliczewo i Nowosady wraz z ich ludnością, za zabicie przez nieznanych sprawców niemieckiego żołnierza.